# Молодёжное (Акмолинская область)
Молодёжное (каз. Молодёжное) — село в Зерендинском районе Акмолинской области Казахстана. Входит в состав Аккольского сельского округа. Код КАТО — 115657100.

## География
Село расположено на востоке района, в 60 км на северо-восток от центра района села Зеренда, в 20 км на юго-восток от центра сельского округа села Акколь.

### Улицы[2]
- ул. Алибека Ташибаева,
- ул. Алматы,
- ул. Жайлау,
- ул. Карл Маркса,
- ул. Комсомольская,
- ул. Кошевого,
- ул. Лесхозная,
- ул. Молодежная,
- ул. Советская,
- ул. Целинная.

Решением акима Аккольского сельского округа за 30 октября 2018 года, в селе были переименованы 2 улицы.

### Ближайшие населённые пункты
- село Туполевка в 10 км на севере,
- село Казахстан в 13 км на северо-западе,
- аул Кенесары в 13 км на юге,
- село Кызылагаш в 14 км на востоке.

## Население
В 1989 году население села составляло 1160 человек (из них казахов 48%, русских 28%).
В 1999 году население села составляло 860 человек (426 мужчин и 434 женщины). По данным переписи 2009 года, в селе проживало 806 человек (402 мужчины и 404 женщины).
| Численность населения | Численность населения | Численность населения |
| 1989                  | 1999                  | 2009                  |
| --------------------- | --------------------- | --------------------- |
| 1160                  | ↘860                  | ↘806                  |